# Дядюх Йосип Іванович
Дя́дюх Йосип Іванович (2 січня 1942, Побіч — 3 серпня 2012, Львів) — український скульптор, медальєр, графік, живописець.

## Біографія
Народився 2 січня 1942 року в селі Побіч, Олеського району Львівської області, сьогодні Золочівського району (існує також версія про 2 лютого). 1947 року сім'я була вислана до Пермського краю, смт Гремячинськ і повернулась до рідного села лише за десять років. Ще на засланні відвідував студію образотворчого мистецтва у місцевому будинку культури. Закінчив школу в селі Сасів. Навчався в технікумі радіоелектроніки протягом 1961—1964 років. Працював на телевізійному заводі. У 1964—1967 служив у війську. 1968 року поступив на відділ кераміки Львівського інституту прикладного і декоративного мистецтва. Серед викладачів були зокрема Валентин Борисенко, Дмитро Крвавич, Юрій Лащук, Зеновій Флінта. Від 1971 року, ще будучи студентом брав участь у виставках. 1973 року закінчив навчання. Тоді ж почав викладати рисунок і живопис у Львівському училищі імені Івана Труша (пізніше коледж), від 1981 — викладач скульптури і композиції. Творчо працював, як скульптор, найчастіше як медальєр. Займався також графікою та живописом. Твори зберігаються у львівському Музеї Івана Франка, а також у Шевченківському національному заповіднику в Каневі.
Помер 3 серпня 2012 року у Львові. Похований у селі Побіч. У жовтні 2014 року у львівському Музеї етнографії та художнього промислу відкрилась персональна виставка скульптури, живопису і графіки.

## Роботи
Медалі, плакети
| - «Соломія Крушельницька», медаль (1972, теракота). - «Тарас Шевченко», медаль (1974). - «Олекса Новаківський», медаль (1976, бронза, діаметр 14,5). - «Іван Труш», медаль (1976, бронза, діаметр 14,5). - «Мелетій Смотрицький», медаль (1978, теракота). - «Олександр Олесь», медаль (1978). - «Ярослав Галан», медаль (1979, кам'яна маса, діаметр 15). - «Генрик Ібсен», медаль (1978, бронза). - «Андерсен», медаль (1980, бронза). - «Іван Франко», медаль (1980, бронза, діаметр 15). - «Василь Стефаник», медаль (1982, теракота). - «Рафаель Санті», плакета (1983, теракота). | - «Рембрандт», медаль (1984, теракота, за іншими даними 1981). - «Роман Іваничук», медаль (1984, теракота, за іншими даними 1979). - «Юрко Брилинський», медаль (1984, теракота). - «Фридерик Шопен», медаль (1985, теракота). - «С. А. Ковпак», медаль (1985, теракота, діаметр-9). - «Маркіян Шашкевич», медаль (1986, бронза). - «Тарас Шевченко», плакета (1987). - «П. Куліш», медаль 1988, теракота, діаметр 11. - «Т. Шевченко», медаль 1988, теракота, діаметр 9,6. - «Авіценна», плакета (1989, бронза). - «Пантелеймон Куліш», медаль (1994). |

Інші скульптурні роботи
- Декоративна тарілка «Рибки». Студентська робота, експонувалась у Музеї етнографії.[5]
- «Святковий натюрморт». Студентська робота, експонувалась у Львівській галереї мистецтв.[5]
- Серія персонажів з «Лісової пісні»: Водяник, Куць, два зображення Лісовика. Студентська робота, експонувалась на виставці до 100-річчя від дня народження Лесі Українки в Музеї українського мистецтва (тепер Національний музей).[5]
- Ветеран Львівської кераміко-скульптурної фабрики Г. Мандюк, горельєф (1977, шамот, емаль, діаметр — 50).[23]
- Портрет Богдана Скиби (1977, шамот, емаль, 34×25×25).[23]
- Погруддя Олександра Олеся (усі 1979).[1]
- «Ранок», «Відпочинок», «Втома» (усі 1982).[1]
- Статуї Івана Хрестителя і святого Луки в церкві Ольги і Єлизавети у Львові (1991).[1]
- Меморіальна таблиця на будинку в селі Поручині, де народився Лев Лепкий (1992).[24]
- Портрет Маркіяна Шашкевича (1993, шамот).[25]

Графіка
- «Смуток» (1975).[1]
- «Танок варварів» (1979).[1]
- «М. Шашкевич» (1981).[1]
- «Т. Шевченко» (1984).[1]
- «Автопортрет» (1992).[1]

Живопис
- «Волошки» (1973).[1]
- «О. Кульчицька», плакат (1977).[1]
- «Волошки» (1978).[1]
- «Ю. Федькович», плакат (1984).[1]